# Amance (Meurthe e Mosella)
Amance è un comune francese di 345 abitanti situato nel dipartimento della Meurthe e Mosella nella regione del Grand Est.

## Società

### Evoluzione demografica
Abitanti censiti